# Westergasbrug
De Westergasbrug (brug 193) is een ijzeren ophaalbrug in Amsterdam-West.
De brug ligt in het verlengde van de Van Limburg Stirumstraat, aan de overzijde van haar kruising met de Haarlemmerweg. Ze overspant de Haarlemmervaart en geeft toegang tot het terrein van de voormalige Westergasfabriek, haar naamgever. Aan de zuidkant van de brug is de oorspronkelijke bebouwing gesloopt en vervangen door nieuwbouw. Op het terrein van de voormalige Westergasfabriek staat veel van de originele bebouwing overeind en is benoemd rijksmonument, zoals bij in het directe omgeving van de brug staande portiershuisje.
Er kwam hier rond 1885 een basculebrug bij de bouw van de Westergasfabriek. De brug moest toen nog beweegbaar zijn om scheepvaart met kolen nog toegang te kunnen geven tot de kades. Die brug voldeed in 1956 niet meer en werd vervangen door een ophaalbrug uit 1919, die tot 1956 haar werk had gedaan bij het NSM-terrein in Amsterdam-Noord over het Zijkanaal I, zij werd daar vervangen door de brede NSM-brug. De Westergasbrug is een ontwerp van Wichert Arend de Graaf, directeur van de Dienst der Publieke Werken. Hij paste zijn ontwerpen voor dergelijke bruggen steeds aan, waarbij hij zijn laatste ophaalbrug in het Technische Gemeenteblad van 1916 tentoonstelde. Het ontwerp werd steeds aangescherpt door bijvoorbeeld opmerkingen van civiel en bouwkundig ingenieur Adriaan Dwars in zijn Eenige aestetische beschouwingen over de ijzeren ophaalbrug uit 1916.

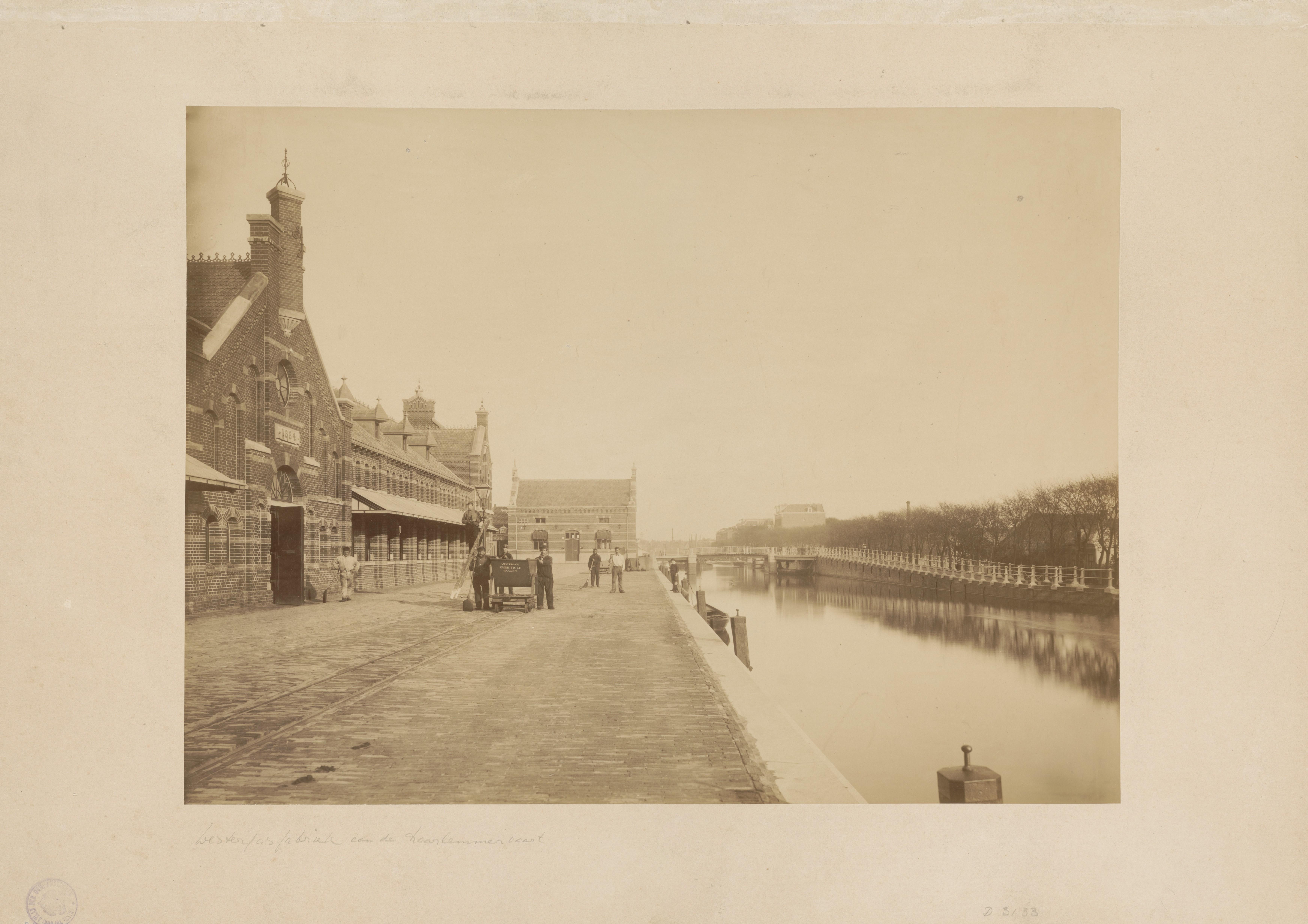
De voorloper van de ijzeren ophaalbrug door Gustaaf Oosterhuis, vastgelegd rond 1885

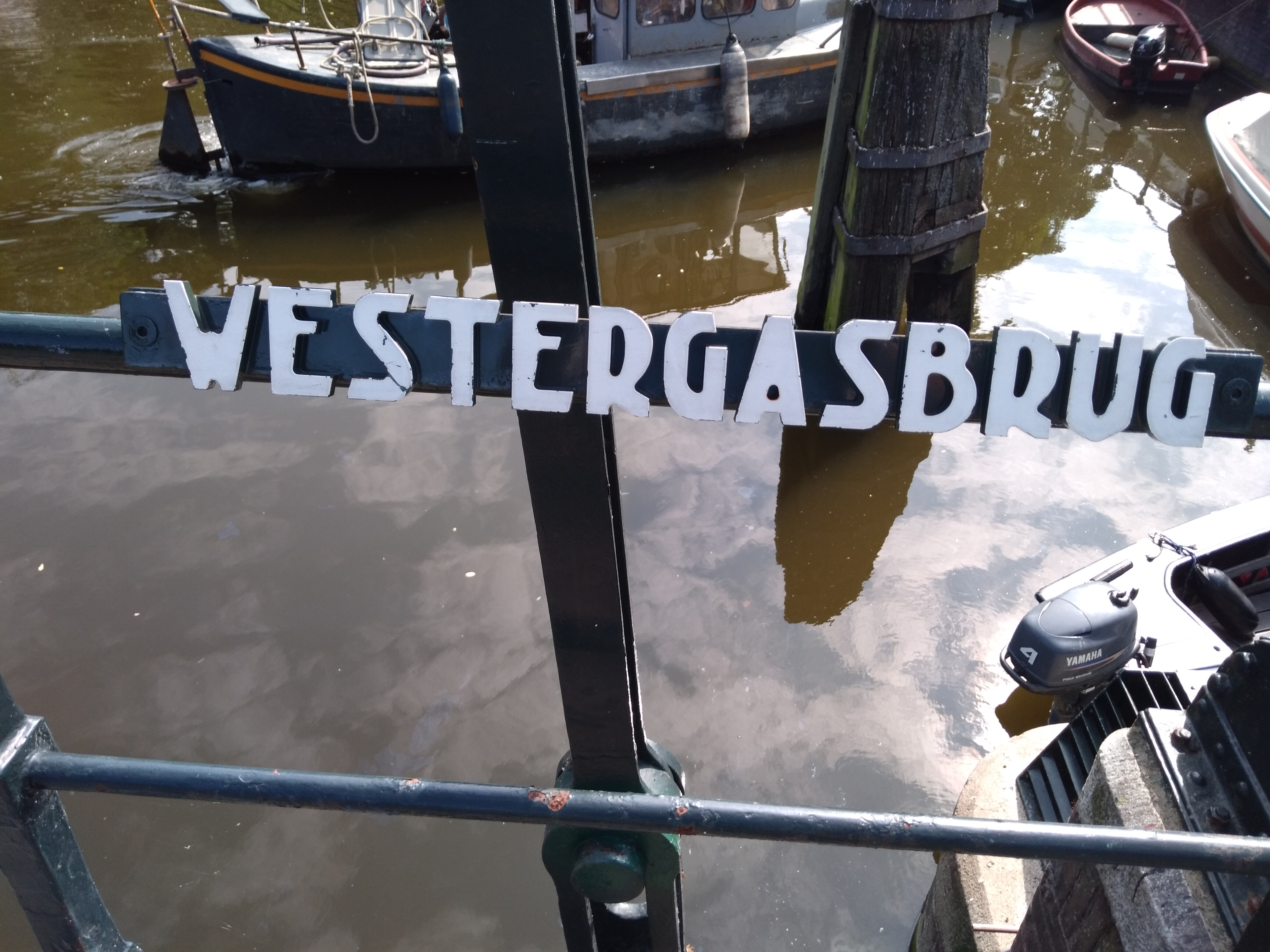
Naamplaat in juli 2021)

<<< · 100 · 101 · 102 · 103 ·  105 · 106 · 107 · 108 · 109 ·  110 · 111 · 112 · 113 · 114 · 115 · 116 · 117 · 118 · 119 · 120 · 121 · 122 · 123 · 124 · 125 · 126 · 127 · 128 · 129 · 130 · 131 · 132 · 135 · 136 · 137 · 138 · 139 · 140 · 141 · 142 · 143 · 144 · 145 · 146 · 147 · 148 · 149 ·  150 · 151 · 152 · 155 · 156 · 159 · 160 · 161 · 162 · 163 · 164 · 165 · 166 · 167 · 168 · 169 ·  170 · 171 · 172 · 173 · 174 · 175 · 176 · 177 · 178 · 179 · 180 · 181 · 182 · 183 · 184 · 185 · 186 · 187 · 189 · 190 · 191 · 192 · 193 · 194 · 195 · 196 · 198 · 199 · >>>
Brugnummers 104, 133, 134, 153, 154, 157, 158, 188 en 197 zijn niet (meer) in gebruik.